# 衡南县第一中学
衡南县第一中学（英語：No.1 Meddle School Hengnan  County）位于湖南省衡阳市衡南县向阳镇，为衡南县公立中学，湖南省示范性中学之一。

## 历史
1905年，清泉县知县朱其元把“衡清师范学堂”建立，它是衡南县第一中学的前身。
1912年，“衡清官立中学堂”更名为“衡阳西湖中学”。
1914年，“衡阳西湖中学”更名为“衡阳县立中学”。
1929年，“衡阳县立中学”更名为“衡阳县立乡村师范学校”。
1934年，“衡阳乡村师范学校”更名为“衡阳县立简易乡村师范学校”。
1943年，“衡阳简易乡村师范学校”更名为“衡阳县立师范学校”。
1951年，“衡阳县立师范学校”更名为“衡阳县立中学”。
1953年，更名为“衡南县第一初级中学”，后更名为“衡南县第一中学”。

## 学校文化

### 校训
忠诚，团结，勤奋，健美

### 教风
科学，奉献，务实，创新

### 学风
勤学好问，尊师守纪，深思慎取，团结共进

## 历任校长

### 1949年前
- 曾熙
- 蒋巩振
- 刘德源
- 唐锡寿
- 谢玉立
- 罗健
- 唐炳莹
- 周盛丙
- 欧端
- 曾荣祥
- 曾恕
- 陆士英
- 肖鲤祥
- 蒋振雄
- 祝鹏翔
- 何龙祥
- 刘健
- 陈正言
- 罗源
- 唐炳垣
- 魏炳
- 肖迁
- 蒋振球
- 何贻焜
- 倪世鑫
- 罗明德
- 黄季度
- 袁骥
- 熊柽
- 宋路直

### 1949年后

#### 校长
- 1949—1951，尹士伟
- 1951—1954，廖成九
- 1951—1957，蒋继成
- 1954—1958，邓先孝
- 1957—1959，廖以文
- 1959—1966，王成
- 1967—1978，黄友富（“革命委员会主任”）
- 1978—1981，廖润吾
- 1982—1984，刘湘涛
- 1984—1993，李相友
- 1993—2003，武俊珩
- 2003至今，李绍斌

#### 党委书记
- 1959—1961，李清林
- 1961—1963，刘海清
- 1963—1967，刘承葵
- 1978—1981，周成
- 1987—1990，廖润吾
- 1981—1984，陈小余
- 1993—1995，李相友
- 1990—1993，蒋齐文
- 1996—1997，陈声伟
- 1997—2003，武俊珩
- 2003年至今，李绍斌

## 奖项
衡南县第一中学先后荣获“活跃的中学生生活先进学校”、“中国教育学会心理健康与心理辅导合作研究单位”、“湖南省现代教育技术实验学校”、“湖南省《贯彻实施学校体育工作条例》优秀学校”、“湖南省艺术教育先进单位”、“湖南省园林式单位”、“衡阳市中学生日常行为规范教育示范学校”、“衡阳市教研教改示范学校”、“衡阳市高中教育质量先进单位”等荣誉奖项。